# Wolfenstein (seria)
Wolfenstein – seria gier komputerowych w różnym stopniu nawiązujących do II wojny światowej.
Rozpoczynające serię gry Castle Wolfenstein (1981) i Beyond Castle Wolfenstein (1984), wyprodukowane przez Muse Software, były skradankami w widoku izometrycznym. Ich nieformalna kontynuacja, Wolfenstein 3D (1992) autorstwa id Software, była jedną z pierwszych przedstawicielek gatunku first-person shooter. Jej bohaterem był Amerykanin polskiego pochodzenia William Joseph Blazkowicz próbujący zabić Hitlera. Na kanwie tego motywu powstały także związane z tematyką wojenną gry Spear of Destiny (1992), Return to Castle Wolfenstein (2001), Wolfenstein (2009), Wolfenstein: The New Order (2014), Wolfenstein: The Old Blood (2015) i Wolfenstein II: The New Colossus (2017). Z kolei nastawiona na grę wieloosobową modyfikacja Return to Castle Wolfenstein pod nazwą Wolfenstein: Enemy Territory (2003) poważnie podchodziła do realiów II wojny światowej, oferując scenerię i uzbrojenie z epoki.

## Lista gier
| Tytuł                            | Rok wydania | Platformy                                                                 |
| -------------------------------- | ----------- | ------------------------------------------------------------------------- |
| Castle Wolfenstein               | 1981        | Apple II, MS-DOS, Commodore 64                                            |
| Beyond Castle Wolfenstein        | 1984        | Apple II, MS-DOS, Commodore 64                                            |
| Wolfenstein 3D                   | 1992        | MS-DOS, Acorn Archimedes, Mac, Apple IIGS, SNES, Jaguar, 3DO, GBA, iPhone |
| Spear of Destiny                 | 1992        | MS-DOS, iPhone                                                            |
| Return to Castle Wolfenstein     | 2001        | Windows, Linux, OS X, PS2, Xbox                                           |
| Wolfenstein: Enemy Territory     | 2003        | Windows, Linux, OS X                                                      |
| Wolfenstein RPG                  | 2008        | telefony komórkowe, iPhone                                                |
| Wolfenstein                      | 2009        | Windows, PS3, Xbox 360                                                    |
| Wolfenstein: The New Order       | 2014        | Windows, PS4, PS3, Xbox One, Xbox 360                                     |
| Wolfenstein: The Old Blood       | 2015        | Windows, PS4, Xbox One                                                    |
| Wolfenstein II: The New Colossus | 2017        | Windows, PS4, Xbox One, Nintendo Switch                                   |
| Wolfenstein: Youngblood          | 2019        | Windows, PS4, Xbox One, Nintendo Switch                                   |
| Wolfenstein: Cyberpilot          | 2019        | Windows, PS4                                                              |

Źródło: Gry-Online